# Petrópolis
Petrópolis  (Portugisisk udtale: [peˈtɾɔpolis]), også kendt som Den Kejserlige By (portugisisk: Cidade Imperial), er en by i delstaten Rio de Janeiro i Brasilien. Byen har 278.881 (2022) indbyggere. Den ligger omkring 65 km fra Rio de Janeiro.